# Hermano lego

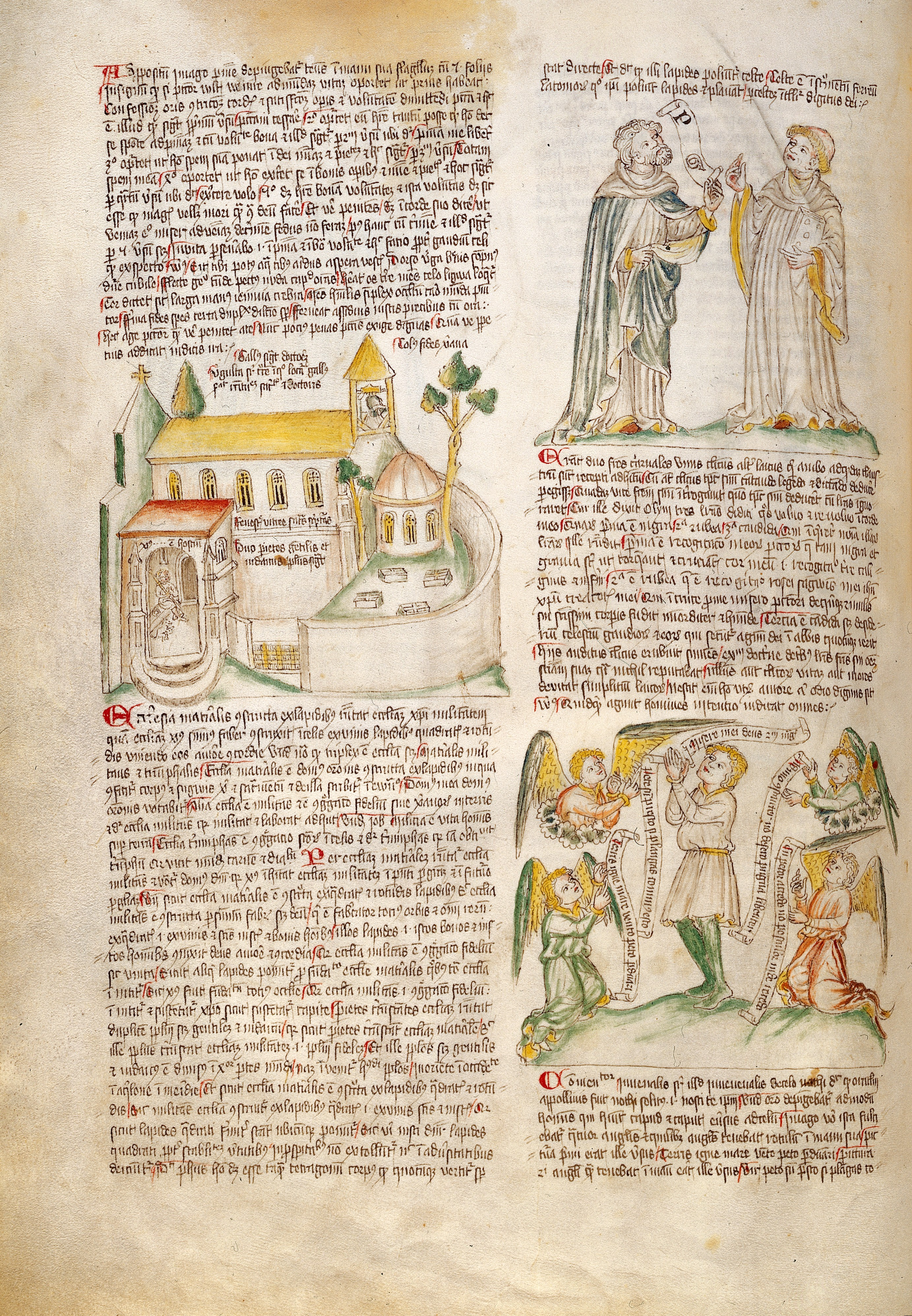
Una iglesia, un monje con un hermano laico y un orante. (Circa1420)

Los hermanos legos son miembros de una orden religiosa de la Iglesia católica, particularmente de órdenes monásticas, que se ocupan mayormente de labores manuales y de los asuntos seculares de un monasterio con el fin de permitir la plena vida contemplativa de los demás monjes. Estos, en contraste, están abocados principalmente a la liturgia de las horas o al llamado Opus Dei (Obra de Dios; no confundir con la prelatura del Opus Dei) y al estudio. 
Así, los hermanos legos tienen como propósito el apoyo práctico en la gestión de talleres, granjas, cocinas y otras dependencias del monasterio, para dejar libertad a los monjes de coro de orar y estudiar. Sin embargo, los hermanos legos también son monjes y dedican una parte importante del día a orar.
También se puede considerar “hermano lego” a los miembros de las órdenes masculinas monásticas cuyos miembros no son ordenados sacerdotes, por ejemplo, los Hermanos de las Escuelas Cristianas.

## Origen del vocablo
Los hermanos legos son conocidos también como fratres conversi (hermanos conversos), laici barbati (laicos barbados) o illiterati (iletrados). El último término proviene del hecho de que, en siglos anteriores, los hermanos legos no solían tener una buena educación, aparte de ser iletrados y, por lo tanto, no aptos para estudios que los llevaran a una vida de monje de coro o de sacerdote. En consecuencia, con habilidades como la carpintería o la cocina pero sin la capacidad de leer los salmos, los hermanos legos vivían y trabajaban en su propia sección del monasterio, participan en servicios religiosos simplificados o ayudaban en las oraciones de los monjes de coro y pasan gran parte de su día en sus labores.
Con la extensión de la alfabetización a la mayor parte de la población, la mayoría de los hermanos legos hoy puede leer, pero no tiene la inclinación, intención o talento para llevar a cabo estudios teológicos avanzados.

## Origen de la función de hermano lego
Existe controversia sobre el origen de los hermanos legos. Se sabe de su existencia desde el siglo XI. Fueron mencionados por Mabillon, que indicó que fueron instituidos por San Juan Gualbert en Vallombrosa cerca del 1038. El término conversi fue aplicado por primera vez a este tipo de religiosos en una biografía de su fundador, escrita por el venerado Andrea Strumensis, a fines del siglo XI. Parece que fueron instituidos antes de la fundación de Vallombrosa. Entre los camaldulenses, San Pedro Damián indica que había religiosos sirvientes, apartados para el desempeño de labores manuales en Fonte Avellana, el cual fue fundado alrededor del año 1000. Asimismo, en el Sacro Eremo en Camaldoli, fundado unos veinte años más tarde, había hermanos que eran distintos de los anacoretas y quienes se dedicaban por completo a las necesidades seculares de la comunidad.

## Distinción entre legos y clérigos
En el monasticismo occidental temprano no existía tal distinción al principio. La mayoría de los monjes benedictinos no eran clérigos y todos efectuaban labores manuales; y la palabra conversi era usada para designar sólo a aquellos que recibían el hábito a una edad madura, para distinguirlos de los oblati y nutriti. A inicios del siglo XI el tiempo dedicado al estudio había crecido fuertemente, por lo que una mayor proporción de los monjes estaban en Órdenes Santas, aun cuando una gran cantidad de analfabetos había abrazado la vida religiosa. Al mismo tiempo, se encontró necesario regular la posición de los famuli, los sirvientes contratados del monasterio y de incluir a algunos de ellos en la familia monástica. Entonces se instituyeron los hermanos legos en Italia y se hallan intentos similares de organización en la Abadía de San Benigno en Dijon, bajo Guillermo de Dijon (1031) y Ricardo de Verdun (1046), mientras que en Hirschau, el abad Guillermo (1091) dictó una orden especial a los fratres barbati y exteriores. En Cluny el trabajo manual fue relegado a sirvientes pagados, pero los cartujos, los cistercienses, los de la orden de Grandmont y la mayoría de las órdenes religiosas posteriores poseían hermanos legos, a quienes se les encomendaba sus cuidados seculares. En Grandmont, de hecho, el control total de la propiedad de la orden por parte de los hermanos legos llevó a serios disturbios y finalmente a la ruina de la orden, pero las regulaciones más prudentes de los cistercianos formaron un modelo para órdenes posteriores. En Inglaterra, los "Monjes Negros" (benedictinos), según algunos autores, hicieron uso escaso de hermanos legos, encontrando más conveniente el servicio de asistentes pagados. Así, el padre Taunton estimó que "en aquellos días en los monasterios benedictinos ingleses no había hermanos legos." Por el contrario, son mencionados en los registros de la Abadía de San Agustín en Canterbury y en la Abadía de San Pedro en Westminster.

## Vestimentas y oraciones de los legos
Los hermanos legos generalmente se distinguen de los otros hermanos por algunos detalles en sus hábitos. Por ejemplo, los hermanos legos cistercienses usan una túnica café en vez de una blanca, con el escapulario negro, y en el coro usan una gran capa en vez de una cogulla; los hermanos legos vallombrosianos usan un sombrero en vez de un capuchón y sus hábitos son más cortos; los hermanos legos benedictinos ingleses usan una capucha de una forma diferente de la de los monjes de coro y no usan cogulla; los hermanos legos dominicos usan un escapulario negro, en vez de blanco. En algunas órdenes se les exige recitar diariamente el Pequeño Oficio de Nuestra Señora, pero usualmente sus oficios consisten en un determinado número de Padrenuestros, Avemarías y Glorias. Cuando alcanzan un número considerable, poseen sus propias dependencias en el monasterio, el domus conversorum, aún perceptible en algunas ruinas de monasterios ingleses.

## La mujer como lego
Las hermanas legas se encuentran en la mayoría de las órdenes femeninas y su origen, como el de los hermanos legos, se encuentra en la necesidad de proveer a las monjas de coro más tiempo para el Oficio y estudio, y para permitir a las iletradas abrazar la vida religiosa. A menudo, sirven como "hermanas externas" a la comunidad: se encargan de recibir a los visitantes y manejar las relaciones entre las monjas enclaustradas y el mundo exterior. 
Ellas también se distinguen por sus hábitos diferentes a los de las hermanas del coro y su oficio consiste en el Pequeño Oficio de Nuestra Señora o un determinado número de oraciones. Tal vez fueron instituidas antes que los hermanos legos, siendo mencionadas por primera vez en la vida de San Daniel escrita en el siglo IX. En el período medieval temprano, incluso se escribe sobre hermanos legos adjuntos a conventos de mujeres y hermanas legas adjuntas a monasterios, ocupando edificios distintos; esta práctica fue abolida hace mucho.

## Los legos en la actualidad y después delConcilio Vaticano II
Entre las muchas órdenes enseñantes, la mayoría de las comunidades masculinas están constituidas solo por «legos» y son considerados hermanos legos, en el sentido más general de la palabra, mientras no sean clérigos; esto es, mientras no reciban órdenes sagradas. La diferencia de estos legos con los de vida monástica, es que la mayoría son profesionales capacitados y no es raro que tengan grados doctorales.
Los cambios producidos como consecuencia del Concilio Vaticano II, incluyendo la llamada a todas las órdenes religiosas a reexaminar y renovar sus orígenes, dio como resultado que la mayoría de las distinciones entre legos y monjes fueran abolidas o mitigadas. Mientras aún se conoce a algunos como hermanos, todos los miembros de una orden religiosa suelen tienen los mismos derechos y vestimenta.